# Hekimhan
Hekimhan es una ciudad y un distrito de la provincia de Malatya en Turquía. El distrito se encuentra en la parte superior del Éufrates en el este de Anatolia. También se encuentra en la antigua Ruta de la Seda. 
El punto más alto en Hekimhan es el monte Zurbahan (2091 metros). Hekimhan es también el lugar de nacimiento de famosos políticos, cantantes, poetas, escritores, y también algunas figuras mediáticas como Mehmet Ali Agca.